# Hannibal ante portas
La locuzione latina Hannibal ante portas, oppure Hannibal ad portas, tradotta letteralmente, significa Annibale è alle [nostre] porte. (Cicerone, De finibus bonorum et malorum, IV, 9. e Livio, XXIII, 16).
È il disperato grido dei Romani dopo la Battaglia di Canne, quando s'aspettavano di vedere il grande nemico alle porte della Città Eterna.

Si usa ripetere in occasione d'un grande pericolo imminente, o all'arrivo di qualche grande personaggio che ha intenzioni poco favorevoli.
Di fatto, però, Annibale non si presentò davanti alle porte di Roma, se non per un episodio marginale, e la seconda guerra punica, sia pure dopo varie peripezie, fu vinta dai Romani. Pertanto, l'espressione è anche usata per indicare che, a volte, il pericolo viene paventato più imminente e grave di quello che effettivamente è, e diventa pertanto un invito a non perdere la fiducia in una soluzione positiva.